# Bryan Gil
Bryan Gil Salvatierra (sinh ngày 11 tháng 2 năm 2001) là một cầu thủ bóng đá chuyên nghiệp người Tây Ban Nha, anh đang chơi ở vị trí tiền vệ cánh hoặc  tiền đạo cánh cho câu lạc bộ Tottenham Hotspur và đội tuyển quốc gia Tây Ban Nha.

## Sự nghiệp câu lạc bộ

### Sevilla
Bryan sinh ra ở L'Hospitalet de Llobregat, Barcelona, Catalunya, anh và gia đình chuyển đến Barbate, Andalucía khi anh còn nhỏ và anh lớn lên ở đó. Năm 2012, Gil gia nhập học viện trẻ của Sevilla từ đội bóng quê nhà Barbate CF. Anh được đôn lên đội trẻ trước mùa giải 2018–19, anh có trận ra mắt đội trẻ vào ngày 26 tháng 8 năm 2018, trong trận thua 0–1 trên sân nhà trước UD Ibiza.
Gil ghi bàn thắng đầu tiên của mình vào ngày 8 tháng 9 năm 2018, ghi bàn gỡ hòa trong chiến thắng 2-1 trên sân nhà trước San Fernando CD. Vào ngày 12 tháng 12, anh thường xuyên được ra sân cho đội Sevilla B, anh gia hạn hợp đồng với câu lạc bộ đến năm 2022. Vào ngày 23 tháng 2 năm 2019, anh nhận thẻ đỏ trong chiến thắng 2-1 tại Granada CF B, cùng hai đồng đội khác cũng bị đuổi khỏi sân vì tranh cãi.
Gil ra mắt đội một Sevilla và La Liga vào ngày 6 tháng 1 năm 2019, anh vào sân thay người cho Wissam Ben Yedder trong trận hòa 1-1 trên sân nhà trước Atlético Madrid. Anh ấy đã có 10 lần ra sân, tất cả đều từ băng ghế dự bị trong mùa giải đầu tiên của anh ở đội một, và ghi bàn thắng chuyên nghiệp đầu tiên vào ngày 25 tháng 4 để ấn định chiến thắng 5–0 trước Rayo Vallecano tại Sân vận động Ramón Sánchez Pizjuán; Pha lập công này đã biến anh trở thành cầu thủ đầu tiên dinh ra trong thế kỷ 21 ghi bàn tại giải đấu hàng đầu của Tây Ban Nha.
Vào ngày 29 tháng 11 năm 2019, Gil có bàn thắng đầu tiên ở đấu trường châu Âu khi ghi bàn trong trận đấu tại UEFA Europa League với Qarabağ FK, trận đấu kết thúc với tỷ số 2–0 nghiêng về Sevilla. Ngày 31 tháng 1 sau đó, anh chuyển đến CD Leganés dưới dạng cho mượn trong phần còn lại của mùa giải. Vào ngày 19 tháng 7 năm 2020, Gil ghi bàn vào lưới Real Madrid trong trận hòa 2–2 trên sân nhà vào ngày cuối cùng của mùa giải.

#### Eibar (cho mượn)
Vào ngày 5 tháng 10 năm 2020, Gil gia nhập SD Eibar theo dạng cho mượn đến hết mùa giải 2020–21, cùng với đồng đội Alejandro Pozo.

### Tottenham Hotspur
Gil đã ký hợp đồng với Tottenham Hotspur vào đầu mùa giải 2021–22 trong một hợp đồng trao đổi với Erik Lamela chuyển tới Sevilla cộng với một khoản phí. Sky News cho biết mức phí ban đầu là 21,6 triệu bảng.

## Sự nghiệp quốc tế
Vào tháng 3 năm 2021, Gil lần đầu được gọi vào đội tuyển bóng đá quốc gia Tây Ban Nha chuẩn bị cho vòng bảng vòng loại FIFA World Cup 2022. Anh ra mắt vào ngày 25 tháng 3 năm 2021 trong trận đấu với Hy Lạp.

## Thống kê sự nghiệp

### Câu lạc bộ
Kể từ trận đấu diễn ra ngày 22 tháng 5 năm 2021
| Câu lạc bộ          | Mùa giải            | Giải đấu            | Giải đấu | Giải đấu | Cúp quốc gia | Cúp quốc gia | Cúp Châu Âu | Cúp Châu Âu | Khác | Khác | Tổng cộng | Tổng cộng |
| Câu lạc bộ          | Mùa giải            | Hạng                | Trận     | Bàn      | Trận         | Bàn          | Trận        | Bàn         | Trận | Bàn  | Trận      | Bàn       |
| ------------------- | ------------------- | ------------------- | -------- | -------- | ------------ | ------------ | ----------- | ----------- | ---- | ---- | --------- | --------- |
| Sevilla B           | 2018–19             | Segunda División B  | 23       | 4        | -            | -            | -           | -           | -    | -    | 23        | 4         |
| Sevilla             | 2018–19             | La Liga             | 11       | 1        | 2            | 0            | 0           | 0           | 0    | 0    | 13        | 1         |
| Sevilla             | 2019–20             | La Liga             | 2        | 0        | 1            | 0            | 4           | 1           | -    | -    | 7         | 1         |
| Sevilla             | 2020–21             | La Liga             | 1        | 0        | 0            | 0            | 0           | 0           | 0    | 0    | 1         | 0         |
| Sevilla             | Tổng cộng           | Tổng cộng           | 14       | 1        | 3            | 0            | 4           | 1           | 0    | 0    | 21        | 2         |
| Leganés (cho mượn)  | 2019–20             | La Liga             | 12       | 1        | 0            | 0            | -           | -           | -    | -    | 12        | 1         |
| Eibar (cho mượn)    | 2020–21             | La Liga             | 28       | 4        | 1            | 0            | -           | -           | -    | -    | 29        | 4         |
| Tottenham Hotspur   | 2021–22             | Premier League      | 0        | 0        | 0            | 0            | 0           | 0           | -    | -    | 0         | 0         |
| Tổng cộng sự nghiệp | Tổng cộng sự nghiệp | Tổng cộng sự nghiệp | 77       | 10       | 4            | 0            | 4           | 1           | 0    | 0    | 85        | 11        |

## Danh hiệu

### Câu lạc bộ

#### Sevilla
- UEFA Europa League: 2019–20, 2022–23

### Quốc tế

#### U19 Tây Ban Nha
- UEFA European Under-19 Championship: 2019

#### Olympic Tây Ban Nha
- Thế vận hội Mùa hè: Huy chương bạc 2020

#### Tây Ban Nha
- UEFA Nations League: Á quân 2021